# Quercus shumardii
Quercus shumardii es una especie del género Quercus de la familia Fagaceae. Está clasificada en la sección Lobatae del roble rojo de América del Norte, Centroamérica y el norte de América del Sur que tienen los estilos largos, las bellotas maduran en 18 meses y tienen un sabor muy amargo. Las hojas suelen tener lóbulos con las puntas afiladas, con cerdas o con púas en el lóbulo.

## Distribución y hábitat
Es nativa de la llanura costera del Atlántico, principalmente de Carolina del Norte hasta el norte de Florida y al oeste con el centro de Texas; también se encuentra al norte, en el valle del río Misisipi hasta el centro de Oklahoma, el este de Kansas, Missouri, el sur de Illinois, Indiana, el oeste y el sur de Ohio, Kentucky y Tennessee. Se encuentra localmente del norte hasta el sur de Michigan, el sur de Pennsylvania, Maryland, y el extremo sur de Ontario, Canadá.

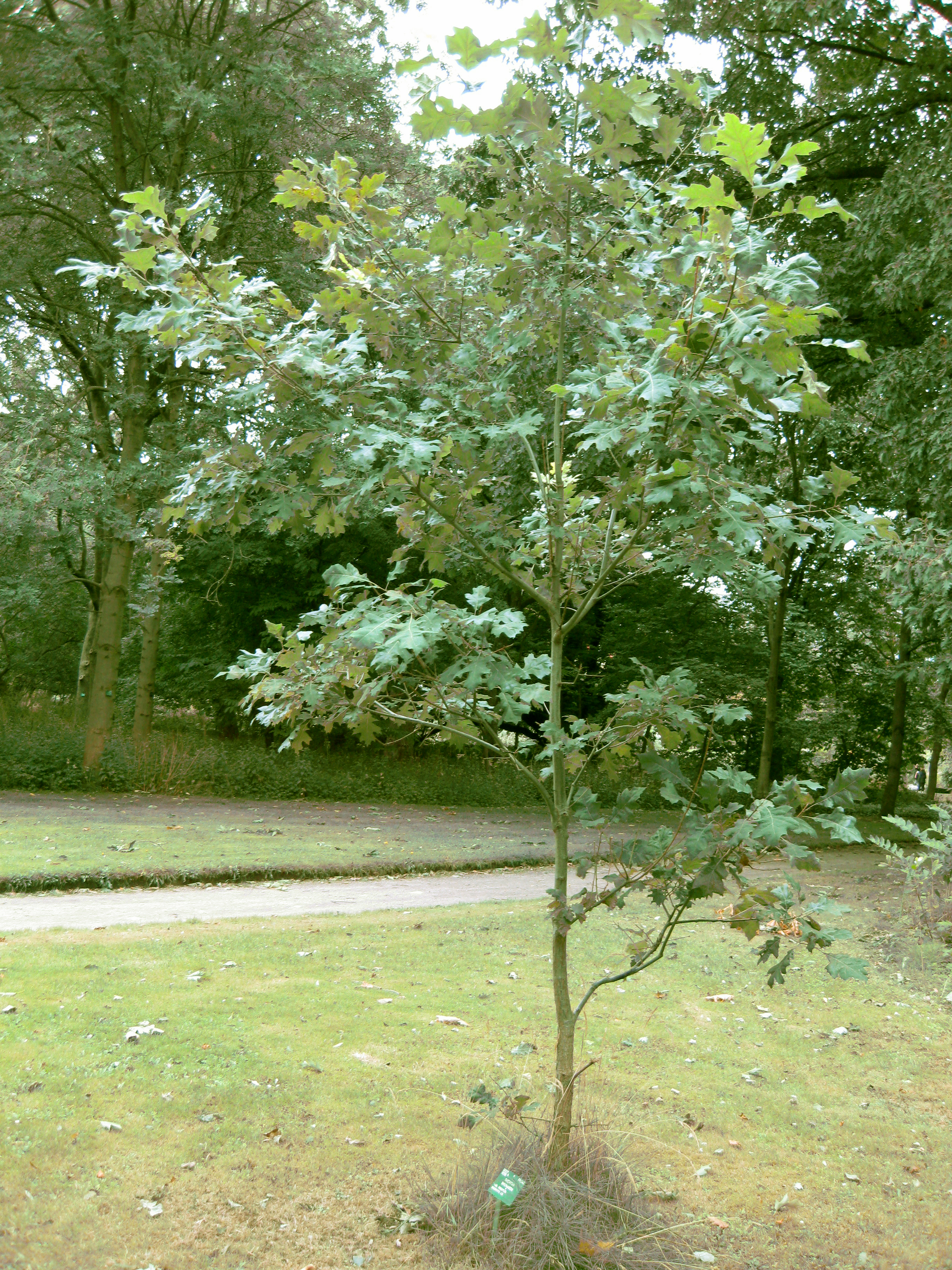
Árbol joven

## Descripción

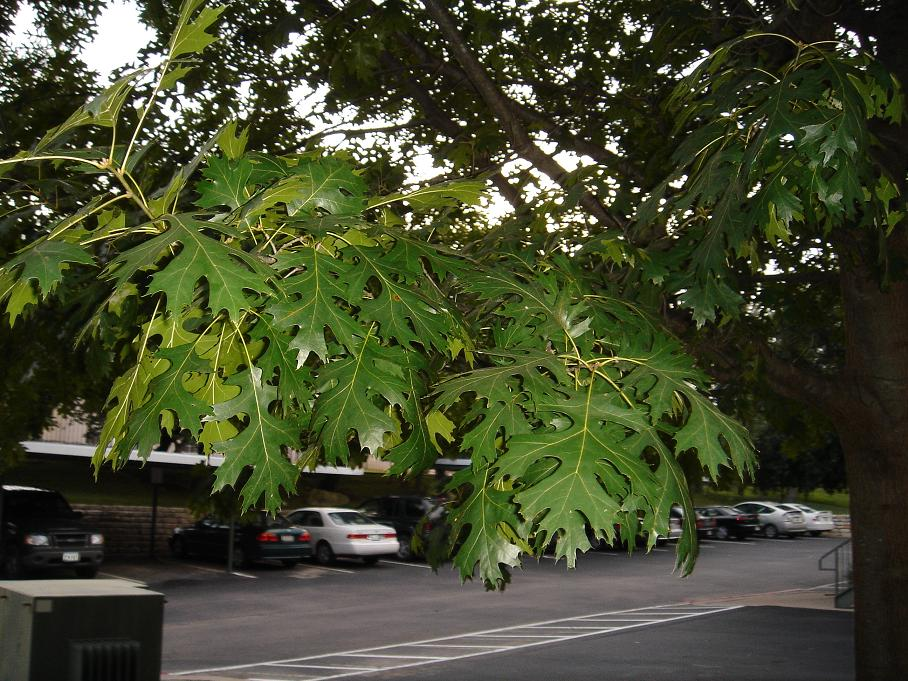
Follaje verde durante el verano

El roble típicamente alcanza alturas de 25 a 35 metros, el tronco de diámetro suele ser de 60 a 100 centímetros (24 a 39 pulgadas), y la corona de la anchura alcanza típicamente de 12 a 18 metros de ancho. El tamaño típico varía en función de la región, con grandes muestras que ocurre en la parte sur de su área de distribución en el Reino Unido . Robles se han medido de hasta 42 metros de alto, con coronas de hasta 27,5 metros de ancho. Los ejemplares jóvenes presentan generalmente coronas cónicas o ovadas, con la corona superior rellena cuando el árbol alcanza la madurez. Los troncos son relativamente rectos y verticales. La joven corteza del roble es gris , muy suave. Corteza se oscurece y desarrolla crestas y surcos a medida que envejece. Hay de vez en cuando manchas blancas en la corteza. Las ramas terminan en un racimo de brotes. Los brotes son de color más claro que las ramas de color verde oliva. El joven ramita es altamente reflectante.
Las hojas están dispuestas alternativamente y son ampliamente obovadas con 5-9 lóbulos, cada uno de los cuales están terminados por los dientes de cerdas de punta. Las hojas maduras de entre 10 a 21 centímetros de longitud. Las superficies son glabras, a excepción del mechón insertado en la vena axilar. Son oscura verde en la parte superior, mientras que el fondo es de un tono ligeramente más claro de verde. Las hojas se vuelven marrones a rojo en el otoño, y en algún momento puede tener tonos de amarillo. Los colores del otoño son relativamente tardíos; especímenes en el centro de Texas pueden estar rojos a principios de diciembre, mientras que en Florida los especímenes pueden no colorear sustancialmente hasta febrero. Tiene relativamente grandes bellotas , que típicamente alcanzan hasta 3 centímetros de diámetro. Las bellotas toman entre 1,5 y 3 años de maduración total, y pueden pasar desapercibidos durante sus primeras etapas de desarrollo.

## Cultivo y usos
Se valora para su uso comercial, como un árbol de sombra , y como alimento de origen por diversas aves y mamíferos . Se cultiva por lo menos hasta el norte de Ottawa , Ontario , y tan al sur como Lake Worth , Florida . Es tolerante a amplios rangos niveles de pH en el suelo. Es resistente a la sequía y prefiere parcial a plena luz del sol. Comienzan a producir semillas en un mínimo de 25 años de edad, y la edad óptima para el desarrollo de semillas es de 50 años de edad. Se sabe que han alcanzado al menos 480 años de edad. Las raíces son intolerantes a la perturbación, por lo que el árbol se deben plantar en su posición permanente en una edad temprana.

## Taxonomía
Quercus shumardii fue descrita por Samuel Botsford Buckley y publicado en Proceedings of the Academy of Natural Sciences of Philadelphia 12: 444. 1860[1861].
Etimología
Quercus: nombre genérico del latín que designaba igualmente al roble y a la encina.
shumardii: epíteto
Sinonimia
- Quercus schneckii Britton